# Municipio de Monaghan
El municipio de Monaghan (en inglés: Monaghan Township) es un municipio ubicado en el condado de York en el estado estadounidense de Pensilvania. En el año 2000 tenía una población de 2,132 habitantes y una densidad poblacional de 63 personas por km².

## Geografía
El municipio de Monaghan se encuentra ubicado en las coordenadas 40°08′00″N 76°56′59″O / 40.13333, -76.94972.

## Demografía
Según la Oficina del Censo en 2000 los ingresos medios por hogar en la localidad eran de $57,440 y los ingresos medios por familia eran $63,098. Los hombres tenían unos ingresos medios de $41,574 frente a los $25,208 para las mujeres. La renta per cápita para la localidad era de $25,317. Alrededor del 1,6% de la población estaban por debajo del umbral de pobreza.